# Dão (futebolista)
João Carlos Rocha (Sento Sé, 20 de julho de 1966) o popular Dão, é um ex-futebolista brasileiro que atuava como atacante.
Foi um dos maiores atacantes do Esporte Clube Vitória nos anos 1990, fazendo parte da geração mais vitoriosa da história do clube. . Foi um dos maiores atacantes e um dos grandes ídolos da história do Avaí Futebol Clube. 

## Carreira
Rápido e habilidoso, Dão logo ganhou destaque jogando pelo Esporte Clube Vitória, marcando 47 gols. Dão ficou conhecido por fazer gols decisivos no clássico Ba-Vi. Pelo Vitória, conquistou os títulos estaduais de 1992 e 1995, o acesso para a Série A em 1992 e o vice-campeonato do Brasileirão em 1993, perdendo a final para o Palmeiras. Dão marcou o gol mil da Copa do Brasil em 1995, contra o Atlético-MG. 
Transferiu-se para o Avaí Futebol Clube em 1997, onde também obteve status de ídolo e artilheiro com a camisa avaiana, marcando 60 gols. Dão atuou como protagonista em diversos feitos importantes do clube. Foi campeão catarinense de 1997 e campeão dos dois turnos do estadual de 1998, ficando fora das finais por conta de uma lesão.   Na final do catarinense de 1999, Dão marcou um gol que seria o do título, se não houvesse ocorrido um erro de arbitragem na prorrogação.  Dão foi protagonista no primeiro e único título nacional do clube em 1998 e na reestréia pela Série B em 1999, marcando gols nos dois jogos do mata-mata contra o Bahia.  Também deixou seu nome na história ao marcar os dois gols sobre o Figueirense no chamado "Clássico do Século" pela Copa do Brasil de 1999. 
Posteriormente, por não fazer parte dos planos da equipe avaiana para a temporada de 2001, Dão transferiu-se para o Figueirense Futebol Clube onde encerrou a carreira após uma grave lesão sofrida no ano de 2002.

## Títulos
Vitória-BA
- Vice-Campeão Brasileiro da Série A - 1993
- Vice-Campeão Brasileiro da Série B - 1992
- Campeão Baiano - 1992
- Campeão Baiano - 1995

Avaí-SC
- Campeão Catarinense - 1997
- Campeão Brasileiro da Série C - 1998
- Vice-Campeão Catarinense - 1999